# Cornelis Theodorus van Meurs

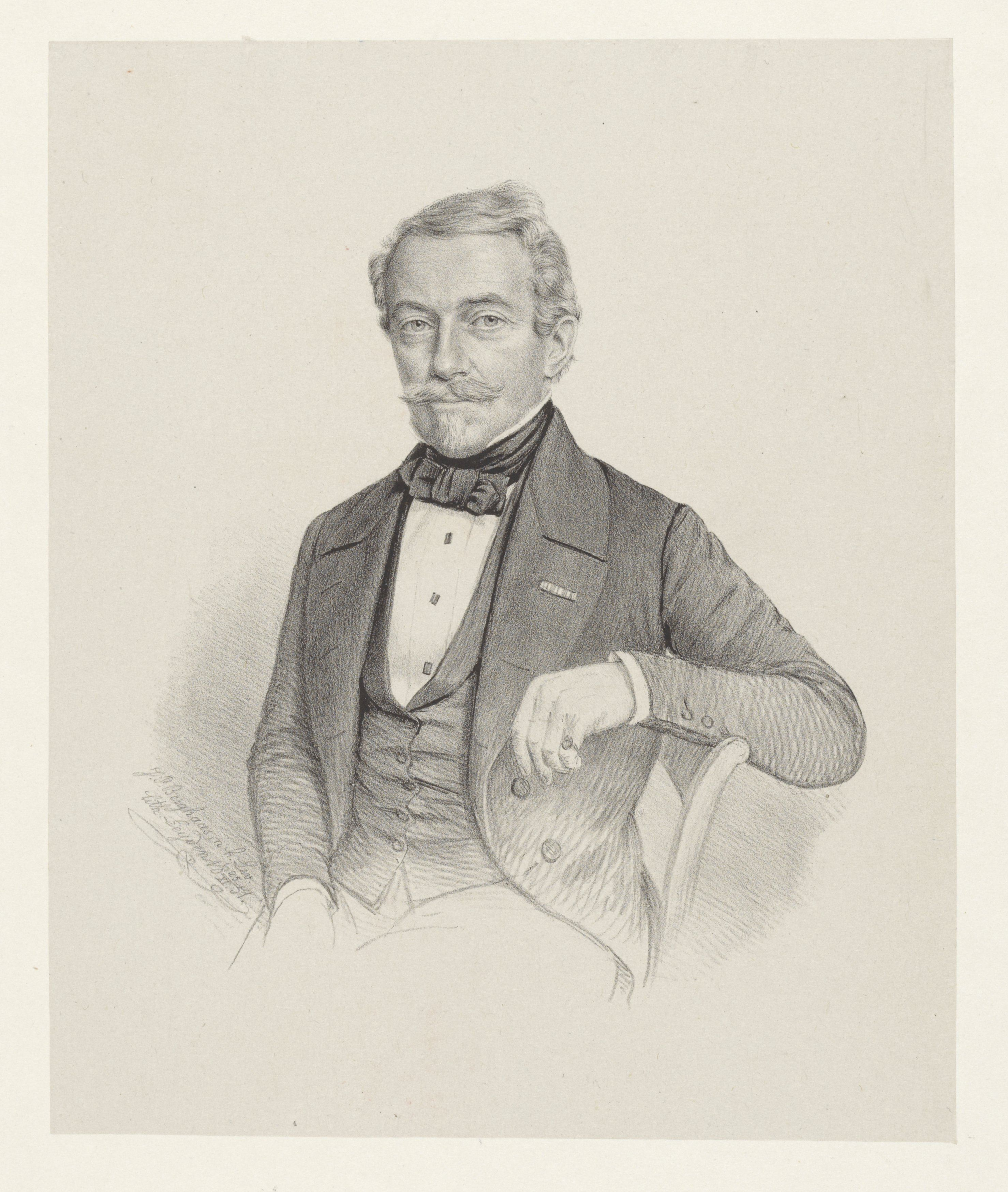
Cornelis Theodorus van Meurs (1851)

Cornelis Theodorus van Meurs (* 13. November 1799 in Den Haag; † 29. Januar 1894 ebenda) war ein niederländischer Offizier und Politiker, der unter anderem zwischen 1858 und 1859 als Kriegsminister im Kabinett Van der Brugghen sowie im Kabinett Rochussen fungierte. Während dieser Zeit fand der Sardinische Krieg statt, an dem das Herzogtum Limburg als Teil des Deutschen Bundes teilnahm.

## Leben
Cornelis Theodorus van Meurs, Sohn eines Offiziers in der batavischen Armee und späteren Ehrenpensionärs von Zierikzee, begann eine Offizierslaufbahn in der Artillerie und kam während der Belgischen Revolution zwischen dem 2. und 12. August 1831 im Zehn-Tages-Feldzug (Tiendaagse Veldtocht) zum Einsatz. Nach weiteren Verwendungen war er vom 1. Juni 1842 bis 1. Dezember 1856 Direktor der Stapel- und Baulager in Delft und während dieser Dienststellung 1853 zum Oberstleutnant (Luitenant-kolonel) sowie am 18. April 1855 zum Oberst (Kolonel) befördert. Er war seit dem 1. November 1856 Direktor des ersten Artillerie-Direktoriums sowie außerdem mit der Position des Direktors der staatlichen Metall-Artillerie-Gießerei betraut und wurde als solcher am 23. Dezember 1857 zum Generalmajor (Generaal-majoor) befördert.
Nach dem Rücktritt von Hendrik Forstner van Dambenoy wurde van Meurs am 1. Januar 1858 Kriegsminister (Minister van Oorlog) im Kabinett Van der Brugghen und bekleidete dieses Amt vom 18. März 1858 bis zum 1. September 1859 auch im Kabinett Rochussen. Angesichts der drohenden Kriegsgefahr im Zusammenhang mit dem Risorgimento, der Einheitsbewegung in Italien, hielt er in Absprache mit dem Deutschen Bund die Armeeteile von 1856 und 1857 unter Waffen. Er schlug außerdem vor, dass das Bundeskontingent für den Sardinischen Krieg ausschließlich aus Truppen aus dem Herzogtum Limburg als Teil des Deutschen Bundes bestehen sollte. Dies sorgte in der Zweiten Kammer der Generalstaaten für große Aufregung, insbesondere unter den Limburger Abgeordneten. Der Gesetzentwurf, der die Truppen von 1856 und 1857 unter Waffen halten sollte, wurde am 7. Juni 1859 mit 34 gegen 32 Stimmen angenommen. Da Van Meurs jedoch glaubte, zu wenig Unterstützung erhalten zu haben, trat er am 31. Juli 1859 als Kriegsminister zurück und wurde am 1. September 1859 von Eduard August Otto de Casembroot abgelöst.
Cornelis Theodorus van Meurs wurde am 1. August 1859 zum Generalleutnant (Luitenant-generaal) befördert und befand sich zwischen dem 1. September 1859 und dem 1. März 1863 wieder im aktiven Dienst, wenngleich er de Facto am 1. März 1861 in den Ruhestand trat. Später fungierte vom 10. Oktober 1863 bis 22. Januar 1870 als Vorsitzender des Aufsichtsrates des Eisenbahnwesens und wurde nach Auflösung der Eisenbahnkommission (Spoorwegcommissie) ehrenhaft entlassen. Zuletzt war er zwischen 1882 und 1888 noch Vorsitzender des Hauptausschusses zur Unterstützung kranker und verwundeter Soldaten im Krieg.